# Sandra Magnus
Sandra Hall Magnus (nascuda el 30 d'octubre de 1964) és una enginyera americana i astronauta de la NASA. Va tornar a la Terra amb la tripulació del STS-119 en el Discovery el 28 de maig de 2009, després d'estar 134 dies en òrbita. Va ser assignada a la tripulació del STS-135, la missió final del Transbordador Espacial. També té llicència de radioaficionada amb el senyal indicatiu KE5FYE.